# La Chapelle-sur-Oreuse
La Chapelle-sur-Oreuse é uma comuna francesa na região administrativa de Borgonha-Franco-Condado, no departamento de Yonne. Estende-se por uma área de 17,72 km². Em 2010 a comuna tinha 635 habitantes (densidade: 35,8 hab./km²).